# Prasat Beng

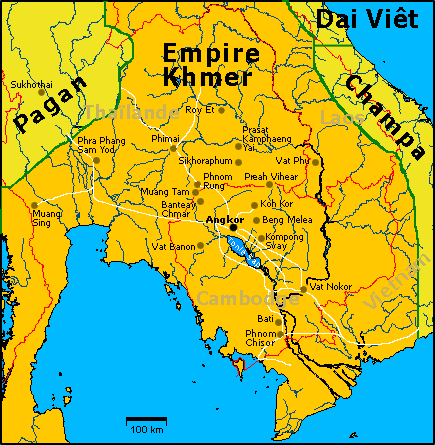
Principaux sites khmers

Le Prasat Beng (thaï : ปราสาทเบ็ง) est un sanctuaire khmer situé en Thaïlande, dans le district de Kap Choeng, province de Surin. Fait de grès et de brique, il ne comporte qu'une seule tour, très dégradée. On peut voir les restes d'une colonnette.

## Photographies

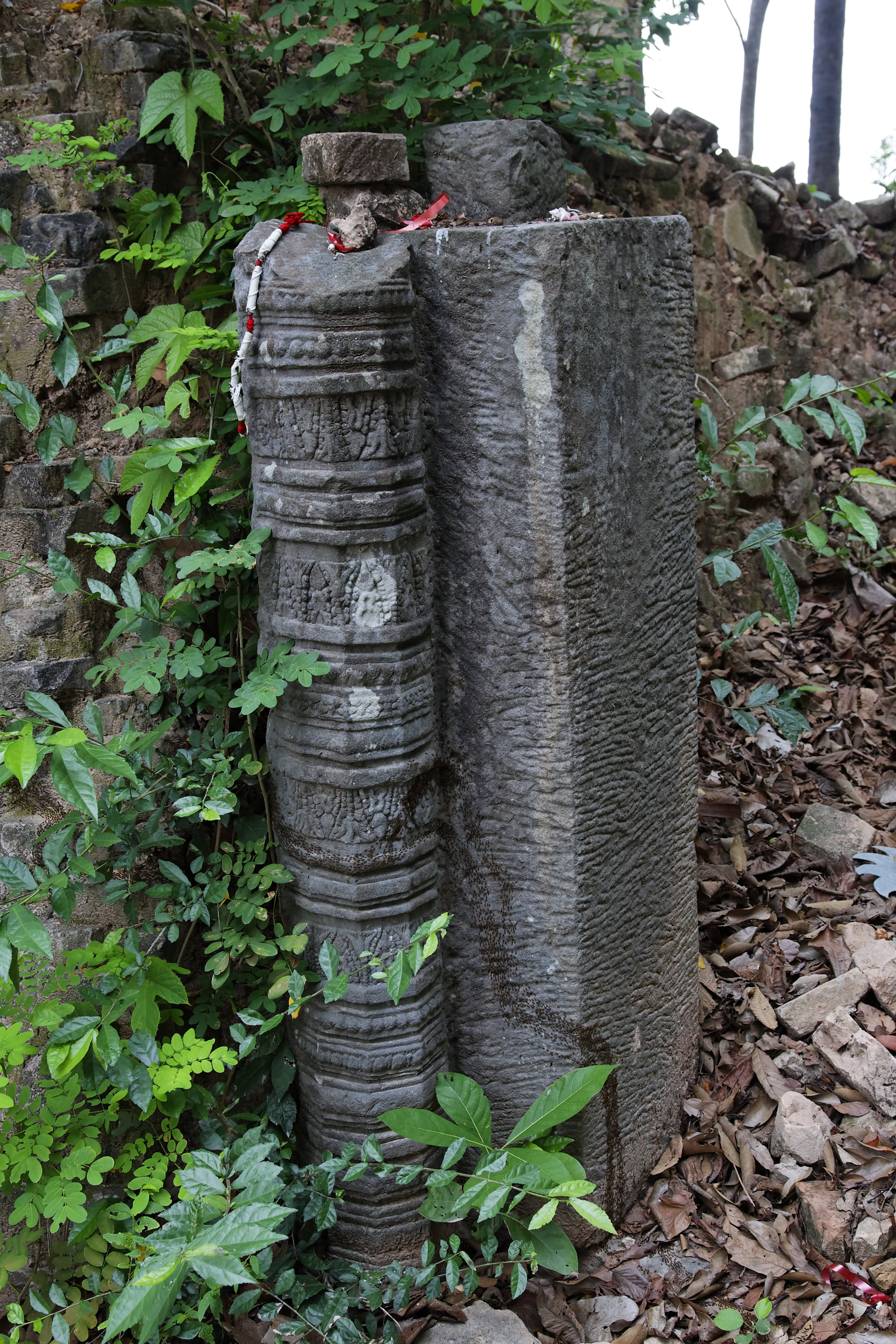
Reste d'une colonnette
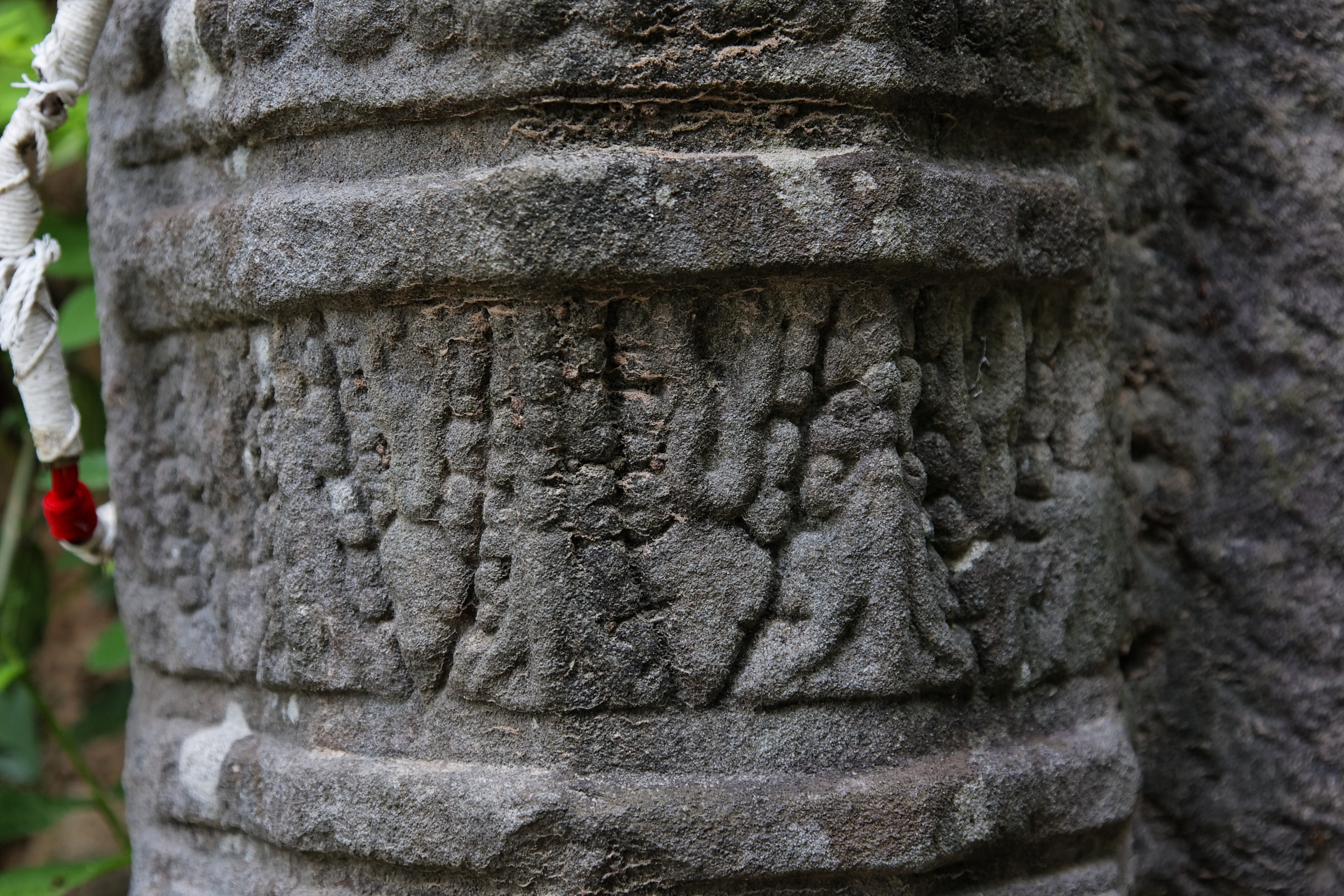
Détail d'une colonnette
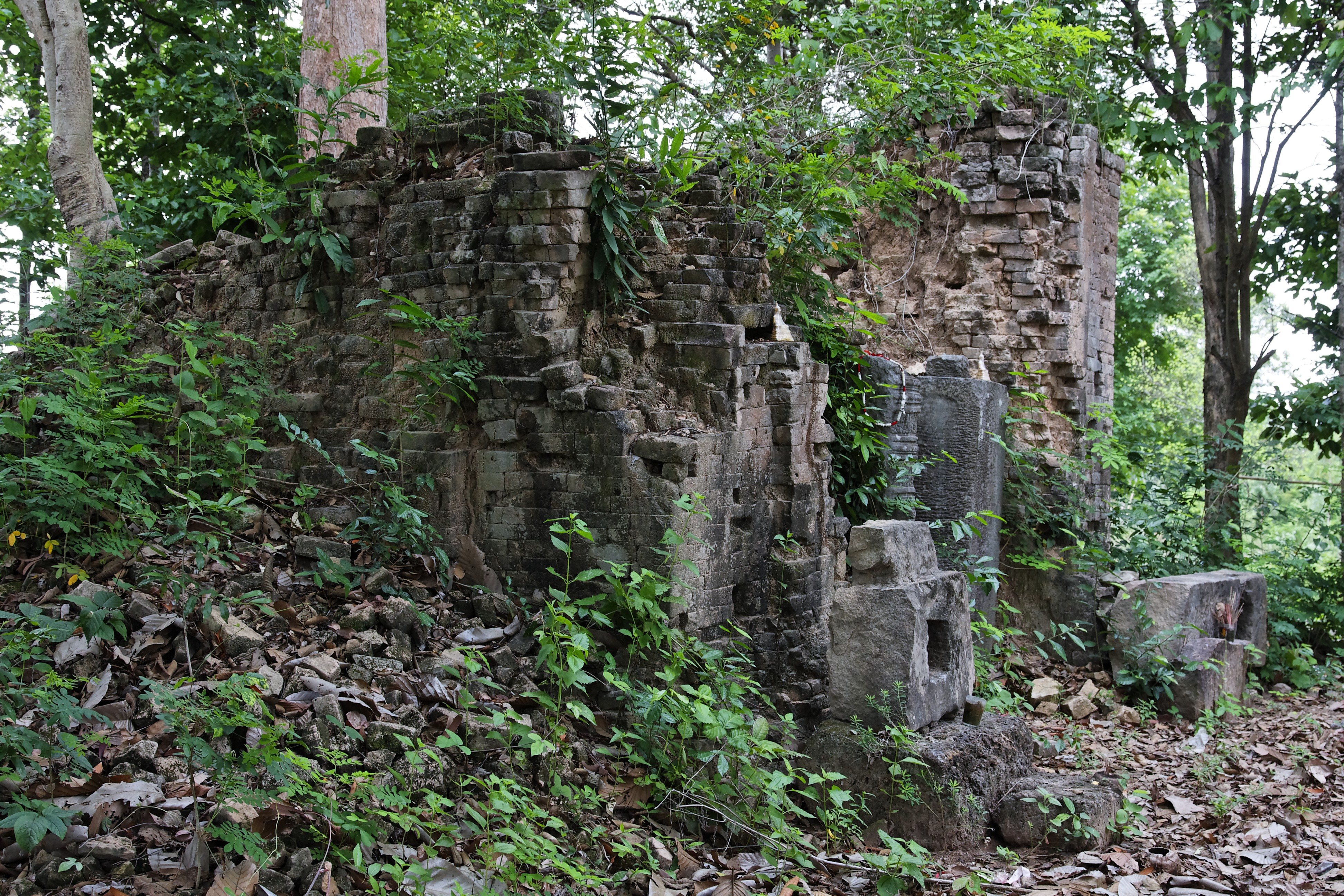
Vue d'ensemble